# Jealous
Jealous (dt. neidisch oder eifersüchtig) ist ein Song, der von Jack Little (Musik) und Tommie Malie und Dick Finch (Text) geschrieben und 1924 veröffentlicht wurde.

## Hintergrund des Songs
Der Song wurde von dem Komponisten, Sänger und Pianisten Little Jack Little (1899–1956) vorgestellt; jener war zu dieser Zeit eine bekannte Persönlichkeit im amerikanischen Rundfunk. Im Liedtext ist der Sänger eifersüchtig auf „den Mond, schöne Blumen, Vögel in den Bäumen und die Uhr auf dem Bord“. Die melodische Anfangsphrase ist eine chromatische Skala, da untypisch für die Popsongs der Zeit war.
Der in G-Dur geschriebene Song hat die Form ABAC; die melodische Linie des Refrains steigt in einer chromatischen Skala an, zweimal in jeden A-Bereich und am Ende des Lieds.

## Erste Aufnahmen und Coverversionen
Zu den ersten Musikern und Formationen, die den Song ab 1924 aufnahmen, gehörten in den Vereinigten Staaten The Vagabonds mit dem Sänger Vernon Dalhart sowie die Orchester von Eddie Elkins und Fletcher Henderson, in Deutschland Dajos Béla und die Formation The Excellos Five und Bob Kierberg. Zu den erfolgreichsten Versionen in den USA gehörten 1924 die Aufnahmen von Marion Harris und Ben Selvin; auch die The Andrews Sisters waren 1941 mit Jealous erfolgreich in den Charts.
In den 1930er- und 1940er-Jahren folgten Coverversionen von Edgar Jackson, Jimmie Lunceford, Vic Berton/Chick Bullock, Nat Gonella Johnny Guarnieri, Kid Ory, Teddy Wilson und Teddy Weatherford. In späteren Jahren nahmen ihn auch Musiker wie Les Paul und Mary Ford sowie Dick Hyman, Ted Heath, Humphrey Lyttelton/Cab Kaye, Pee Wee Hunt, Sammy Rimington sowie zahlreiche weitere Dixieland-Bands auf.
Der Song fand auch Verwendung in den Spielfilmen The Feminine Touch (1944), Don't Trust Your Husband (1948) und in Somebody Loves Me (Regie Irving Brecher, 1952), wo ihn Betty Hutton und Pat Morgan interpretierten. Der Diskograf Tom Lord listet insgesamt 59 (Stand 2015) Coverversionen.